# 성류굴
성류굴(聖留窟)은 대한민국 경상북도 울진군 근남면 구산리의 원남층군 장군 석회암층 또는 조선 누층군 근남층 내에 발달하는 석회암 동굴이다. 천연기념물 제155호. 탱천굴(撑天窟) 또는 선유굴(仙遊窟)이라고도 한다. 주굴 길이 약 470m. 전체 길이 약 800m. 종유석·석순·석주 등이 다채로우며 왕피천이 흘러들어 지하호수를 형성해 경관이 특이하다.

## 개요
울진 성류굴은 불영사 계곡 부근에 있으며 길이는 915m(수중동굴구간 포함) 정도이다. 동굴은 석회암으로 구성되어 있으며 색깔은 담홍색·회백색 및 흰색을 띠고 있다.
동굴 안에는 9곳의 광장과 수심 4∼5m의 물웅덩이 3개가 있으며, 고드름처럼 생긴 종유석(鐘乳石)·땅에서 돌출되어 올라온 석순(石筍)·종유석과 석순이 만나 기둥을 이룬 석주(石柱) 등 다양한 동굴생성물이 고루 분포하고 있다.
성류굴은 원래 신선들이 한가로이 놀던 곳이라는 뜻으로 선유굴이라 불리었으나 임진왜란(1592) 때 왜군을 피해 불상들을 굴안에 피신시켰다는데서 유래되어 성스런 부처가 머물던 곳이라는 뜻의 성류굴이라고 부르게 되었다. 또 임진왜란 때 주민 500여 명이 굴속으로 피신하였는데 왜병이 굴 입구를 막아 모두 굶어 죽었다고 전해진다.
울진의 성류굴에서는 지하 궁전과 같이 화려한 종유석과 석순, 석주 등 석회동굴에서 볼 수 있는 매우 아름답고 다양한 생성물들을 볼 수 있다.

## 문화유산
2019년 3월 21일 울진 성류굴 제8광장에서 정원 14년명을 비롯한 다수의 신라 시대 각석문(刻石文; 암석에 새긴 문자)이 발견되었다. 동굴 내 암벽과 석순, 석주 등에 새겨진 명문에는 경진년, 신유년, 갑진년, 정원 14년, 병부사, 화랑과 승려의 이름, 향도 등이 포함되어 있다. 이후 심현용 학예연구사와 이용현 국립경주박물관 학예연구사가 공동판독한 결과, 신라 진흥왕(재위 540~576)이 성류굴에 행차하였음이 확인되었다. 아래 글은 "경진년(560년) 6월 일, 잔교(棧橋=柵)를 만들고, 뱃사공[榏父]을 배불리 먹였다. 여자 둘이 교대로 보좌하며 펼쳤다. 진흥왕이 다녀가셨다(행차하셨다). 세상에 도움이 된 이(보좌한 이)가 50인이었다."와 같이 해독된다. 이는 삼국사기와 같은 기존 문헌에도 없었던 것으로 신라 역사를 재구성하고 울진 성류굴의 역사적 위상을 밝힐 중요한 사료로 평가된다.
叉金(또는 余)△(또는 朼·札) : 차금△또는 차여비·차여찰

庚辰六月日
柵作榏父飽
女二交右伸
眞興
王挙
世益者五十人

甲珎九月十一日
恅火△旦(?)
從(?)行
(갑진 9월 11일 노화△단종이 왔다 간다)— 동굴 내 석주에 음각된 각석문.

## 지질
성류굴은 울진군의 지질과 연관이 있다. 울진 지질도폭(1963)에 의하면 성류굴 일대 지역에는 선캄브리아기에 형성된 석회암 퇴적층 원남층군 장군 석회암층이 분포한다. 장군 석회암층의 경우 삼척탄전 지역의 조선 누층군과 암상 및 층서가 유사해 고생대의 조선 누층군으로 분류된 바 있다.
김련 외(2010)는 성류굴 주변의 퇴적암류를 조사하고, 기존에 알려져 있는 바와 다르게 고생대 조선 누층군 대기층, 화절층 그리고 동점층이 나타난다고 보고하였다. 하지만 동점층 상위에 두무골층과 막골층이 나타나는 삼척탄전 지역과는 달리 성류굴 암석은 두 층군의 구분이 뚜렷하지 않아 근남층으로 명명하였으며, 성류굴은 이 근남층 내에 발달하고 있다.

### 대기층
성류굴 주변의 대기층은 주로 유백색의 괴상 결정질 석회암으로 이루어져 있다. 층리는 거의 없다.

### 화절층
성류굴 주변의 화절층은 주로 리본암으로 구성되며 성류굴 주변의 노두는 대기층과 화절층의 점이적인 경계를 잘 보여준다.

### 동점층
동점층은 성류굴의 입구 부분까지 나타나며, 주로 암록색의 사암 내지 규암으로 구성된다.

### 근남층
동점층을 정합적으로 덮고 있는 주로 담회색 내지 암회색의 석회암은 암석 내에 화석이 거의 없으며, 심한 변성과 변형 작용을 받아 대부분 결정질 석회암으로 나타난다. 이 지층은 층서상 동점층 위에 있지만 암석의 구성은 태백 지역의 두무골층과는 많이 다르다. 또한 성류굴 주변에는 막골층과 대비되는 암석이 나오지 않는다. 따라서 김련 외(2010)는 성류굴 주변 지역에서 두무골층과 막골층을 설정하지 못하고 이 두 지층을 합하여 근남층을 제안했다.

### 고지진
최진혁 등(2012)은 울진 성류굴 내 동굴생성물들을 대상으로 생성물들의 파괴 특성과 고지진과의 연관성에 대한 연구를 시도하였다. 이 연구에서는 종유석, 석순, 석주, 동굴커튼 등 비교적 뚜렷한 파괴를 보이는 총 4종류의 동굴생성물에 대한 정밀 동굴조사를 실시하여 이들에 대한 기하 및 운동학적 특성을 분석하였다. 그 결과 석순과 석주 그리고 동굴커튼에 발달하는 단열이 고지진에 의해 파열되었을 가능성을 지시하고 있음이 드러났다. 그러나 이 연구에서는 천연기념물 보호법으로 인해 동굴 생성물들에 대해 접근과 시료 채취가 허가되지 않아 파괴된 생성물과 재성장한 생성물의 연대 측정은 실시하지 못하였다.
울진군에는 제4기에 활동한 매화 단층과 구산 단층이 발달한다. 두 단층에 대한 ESR 연대측정 결과는 각각 최소 약 22만년, 37만년 전으로 보고된 바 있다. 매화 단층과 구산 단층의 제4기 활동과 성류굴 내 동굴생성물의 파괴를 유발시킨 고지진이 서로 관련되어 있을 가능성이 있다.

## 사진
울진 성류굴

## 교통편
- 동해선 울진역

## 같이 보기
- 한국의 지질
- 울진군의 지질
- 원남층군
- 조선 누층군
- 석회암 동굴
  - 평창 백룡동굴
  - 영월 고씨굴
  - 단양 천동동굴
  - 단양 고수동굴
  - 단양 노동동굴